# Зловеща семейна история: Апокалипсис
Зловеща семейна история: Апокалипсис е осмият сезон на хорър антологията на FX Зловеща семейна история, създадена от Райън Мърфи и Брад Фалчък. Продукцията се излъчва от 12 септември до 14 ноември 2018 г. и представя 10 епизода. Описана е като преплитане на сюжетите на първи и трети сезон на сериала – съответно „Къща за убийства“ и „Свърталище на вещици“. Заглавието на сезона е обявено на 12 януари 2017 г.
„Апокалипсис“ получава положителни оценки от телевизионните критици, като много от тях го описват като по-добър от някои от предишните сезони.

## Актьорски състав

### Главни
- Сара Полсън в ролите на Вилхемина Венабъл, Корделия Гуд („Свърталище на вещици“) и Били Дийн Хауърд („Къща за убийства“)
- Евън Питърс в ролите на господин Галант, Джеймс Патрик Марч („Хотел“), Тейт Лангдън („Къща за убийства“) и Джеф Пфистър
- Адина Портър в ролята на Дайна Стивънс
- Били Лорд в ролята на Малъри
- Лесли Гросман в ролята на Коко Сейнт Пиер Вандербилт
- Коди Фърн в ролята на Майкъл Лангдън („Къща за убийства“)
- Ема Робъртс в ролята на Мадисън Монгомъри („Свърталище на вещици“)
- Шейен Джаксън в ролята на Джон Хенри Мур
- Кати Бейтс в ролите на Мириъм Мийд и Делфин ЛаЛори („Свърталище на вещици“)

### Второстепенни
- Били Айкнер в ролите на Брок и Мът Нътър
- Кайл Алън в ролята на Тимъти Кембъл
- Аш Сантос в ролята на Емили
- Ерика Ървин в ролята на Юмрука
- Джефри Бойер-Чапман в ролята на Андре Стивънс
- Джоан Колинс в ролите на Иви Галант и Бабълс МакДжий
- Франсис Конрой в ролите на Мъртъл Сноу („Свърталище на вещици“) и Мойра О'Хара („Къща за убийства“)
- Таиса Фармига в ролите на Зоуи Бенсън („Свърталище на вещици“) и Вайълет Хармън („Къща за убийства“)
- Габури Сидибе в ролята на Куини („Свърталище на вещици“)
- Джон Джон Брионс в ролята на Ариел Аугустъс
- Били Портър в ролята на Бихолд Чаблис
- Би Ди Уанг в ролята на Болдуин Пенипакър
- Карло Рота в ролята на Антон ЛаВей

### Гост-звезди
- Джесика Ланг в ролята на Констанс Лангдън („Къща за убийства“)
- Лили Рейб в ролята на Мисти Дей („Свърталище на вещици“)
- Стиви Никс като себе си
- Дилън МакДермът в ролята на Бен Хармън („Къща за убийства“)
- Кони Бритън в ролята на Вивиън Хармън („Къща за убийства“)
- Джейми Брюър в ролята на Нан („Свърталище на вещици“)
- Наоми Гросман в ролята на Саманта Кроу
- Анджела Басет в ролята на Мари Лево

## Списък с епизоди
| № в сериала | № в сезона | Заглавие                                                    | Режисьор             | Сценарист                 | Премиера             | Зрители (в млн.) |
| ----------- | ---------- | ----------------------------------------------------------- | -------------------- | ------------------------- | -------------------- | ---------------- |
| 85          | 1          | „Краят“ („The End“)                                         | Брадли Бюекър        | Райън Мърфи и Брад Фалчък | 12 септември 2018 г. | 3,08             |
| 86          | 2          | „На следващото утро“ („The Morning After“)                  | Дженифър Линч        | Джеймс Уонг               | 19 септември 2018 г. | 2,21             |
| 87          | 3          | „Забраненият плод“ („Forbidden Fruit“)                      | Лони Перистир        | Мани Кото                 | 26 септември 2018 г. | 1,95             |
| 88          | 4          | „Дали е... Сатаната?“ („Could It Be... Satan?“)             | Шери Фолксън         | Тим Минеар                | 3 октомври 2018 г.   | 2,02             |
| 89          | 5          | „Момчето чудо“ („Boy Wonder“)                               | Гуинет Хордър-Пейтън | Джон Джей Грей            | 10 октомври 2018 г.  | 2,12             |
| 90          | 6          | „Завръщане в Къщата за убийства“ („Return to Murder House“) | Сара Полсън          | Кристал Лиу               | 17 октомври 2018 г.  | 2,01             |
| 91          | 7          | „Предател“ („Traitor“)                                      | Дженифър Линч        | Адам Пен                  | 24 октомври 2018 г.  | 1,85             |
| 92          | 8          | „Престой“ („Sojourn“)                                       | Брадли Бюекър        | Джош Грийн                | 31 октомври 2018 г.  | 1,63             |
| 93          | 9          | „Огън и власт“ („Fire and Reign“)                           | Дженифър Арнолд      | Аша Мишел Уилсън          | 7 ноември 2018 г.    | 1,65             |
| 94          | 10         | „Апокалипсисът тогава“ („Apocalypse Then“)                  | Брадли Бюекър        | Райън Мърфи и Брад Фалчък | 14 ноември 2018 г.   | 1,83             |